# Rubén Prey
Rúben David de Oliveira Santos Prey (Paço de Arcos, Portugal, 16 de febrero de 2005) es un baloncestista portugués que pertenece a la Universidad St. John's, formando parte de los St. John's Red Storm con los que disputa la NCAA. Con 2,08 metros de estatura, juega en la posición de pívot. 

## Trayectoria deportiva
Es un jugador formado en el Paço de Arcos en el que llegó a jugar hasta los 13 años, firmando en 2018 por el CA Queluz, donde jugó desde 2018 a 2020. 
En la temporada 2020-21, ingresa en la cantera del Club Joventut Badalona para formar parte de su equipo cadete y junior, pero ya con apenas 15 años disputaría partidos con el filial de Liga EBA.
En la temporada 2022-23, forma parte del equipo júnior del Club Joventut Badalona. El 13 de febrero de 2023, se proclamó campeón del Adidas Next Generation Tournament de Patras, en el que Rubén logra el MVP del torneo.
Durante la misma temporada, alternaría participaciones en el filial de Liga EBA y en el CB Prat de Liga LEB Plata.
El 9 de febrero de 2023, sería convocado para ingresar en un campus de la NBA.
La temporada 2023-24 empieza el CB Prat de LEB Plata pero debuta en ACB en la jornada 7 debido a las numerosas bajas en el primer equipo del Club Joventut Badalona. En su debut en ACB contra Casademont Zaragoza acaba con 2 puntos, 2 rebotes y 1 asistencia en 8 minutos de juego.
Debido a sus buenas actuaciones se queda fijo en la rotación del primer equipo jugando un total de 19 partidos en liga ACB. Su mejor actuación en liga fue en la jornada 9 contra Río Breogán sumando 12 puntos, 2 rebotes, 2 asistencias y 3 recuperaciones.
También disputó 11 partidos de Eurocup cuajando grandes partidos contra Paris Basketball, London Lions y Prometey.
El 21 de junio de 2024, ingresa en la Universidad St. John's, situada en Queens, Nueva York, para formar parte de los St. John's Red Storm con los que disputa la NCAA.

## Selección nacional
Es internacional con las categorías inferiores de la selección de baloncesto de Portugal. En verano de 2022, disputó el Europeo Sub-20.